# Collisions And Castaways
Collisions And Castaways es el quinto álbum de estudio de la banda de metalcore de Alaska 36 Crazyfists. El álbum fue lanzado en el Reino Unido el 26 de julio de 2010 y en el resto del mundo el 27 de julio de 2010. El álbum vendió cerca de 3.300 copias en los Estados Unidos en su primera semana de lanzamiento, y debutó en el # 161 en el Billboard 200 chart.
El álbum cuenta con apariciones especiales de Adam Jackson (líder de Twelve Tribes); Raithon Clayde (Plans to Make Perfect), y Brandon Davis (Across The Sun). Los derechos de producción para el álbum fueron manejados por el guitarrista de la banda, Holt Steve.

## Información general
Collisions and Castaways fue escrito y grabado entre octubre de 2009 y mayo de 2010. Se sigue los pasos del DVD de la banda  Underneath a Northern Sky y es el segundo álbum de la banda producido por el guitarrista Steve Holt, y con Andy Sneap como responsable de la mezcla final.
Este álbum es el más pesado por decir así de la banda, cuenta con un sonido más maduro con influencias del Deathcore y Deathmetal, también es posible escuchar solos de guitarra en temas como In the Midnights, Whitewater, Mercy and Grace y The Deserter.

## Lista de canciones
1. "In the Midnights" -  05:34
2. "Whitewater" - 03:21
3. "Mercy and Grace" - 03:50
4. "Death Renames the Light" - 03:34
5. "Anchors" (ft. Adam Jackson of Twelve Tribes & Raithon Clay of Plans To Make Perfect) - 05:40
6. "Long Road to Late Nights" - 01:46
7. "Trenches" - 03:36
8. "Reviver" - 03:42
9. "Caving in Spirals" - 04:21
10. "The Deserter" (ft. Brandon Davis  of Across The Sun) - 04:22
11. "Waterhaul II"  - 05:04

- Datos: Q3683291